# Las leyes de la termodinámica
Las leyes de la termodinámica es una película española de 2018 dirigida por Mateo Gil, guionizada por él mismo. Está protagonizada por Berta Vázquez, Vito Sanz, Chino Darín y Vicky Luengo. La película se estrenó el 20 de abril de 2018 en España.

## Argumento
Manel, físico prometedor y algo neurótico, se propone demostrar cómo su relación con Elena, cotizada modelo y actriz en ciernes, no ha sido un completo desastre por su culpa, sino porque estaba determinada desde un principio por las mismísimas leyes de la física, aquellas que descubrieron genios como Newton, Einstein o los padres de la mecánica cuántica. Y especialmente por las tres leyes de la termodinámica.

## Reparto[2]
| Intérprete             | Personaje                             |
| ---------------------- | ------------------------------------- |
| Vito Sanz              | Manel                                 |
| Berta Vázquez          | Elena                                 |
| Chino Darín            | Pablo                                 |
| Vicky Luengo           | Eva                                   |
| Irene Escolar          | Raquel                                |
| Josep Maria Pou        | Profesor Amat                         |
| Andrea Ros             | Alba                                  |
| Daniel Sánchez Arévalo | Daniel Sánchez Arévalo                |
| Alicia Medina          | Modelo Anuncio                        |
| Marta Aguilar          | Chica Orgullo                         |
| José Javier Domínguez  | Camarero                              |
| Txell Aixendri         | Enfermera                             |
| Carlos Olalla          | Psicólogo                             |
| Artur Busquets         | Alumno 1                              |
| Albert Baró            | Alumno 2                              |
| Iván Noda              | Iván                                  |
| Anna Gonzalvo          | Chica Producción (Sesión Fotográgica) |
| Cristian Valencia      | Chico Producción (Cortometraje)       |
| Blanca Martínez        | Secretaria de Eva                     |
| Aída de Sàrraga        | Secretaria de Pablo                   |
| Sol Lasta              | Hermana de Pablo                      |
| Ana María Richards     | Madre de Pablo                        |
| Moisés Aznar           | Chico con Mechero                     |
| Joan Villaro           | Tipo Enorme (Disco)                   |
| David Long             | Tipo Enjuto (Disco)                   |
| Romain Le Gat          | Tipo Peligroso (Disco)                |
| Alexis Noguerol        | Cameraman (Largometraje)              |
| Fred Plocque-Santos    | Ayudante Vestuario (Largometraje)     |
| Clàudia Font           | Ayudante Sonido (Largometraje)        |
| Elías Andersson        | Maquillador (Largometraje)            |
| Annick Weerts          | Amiga Elena                           |
| Karina Matas Piper     | Chica que Saluda (Boda)               |
| Andrea Bennett         | Chica club                            |
| Juan Betancourt        | Lorenzo                               |
| Paco Moreno            | Tipo Alejado (Disco)                  |
| Jéssica Ross           | Chica Club                            |
| David Martín Surroca   | Transeúnte                            |
| Katharine Blundell     | Ella misma - Científica               |
| Stephen Blundell       | Él mismo - Científico                 |
| Celine Boehm           | Ella misma - Científica               |
| Phil Charles           | Él mismo - Científico                 |
| Romano Corradi         | Él mismo - Científico                 |
| Denise Gonçalves       | Él mismo - Científico                 |
| Mathieu Langer         | Él mismo - Científico                 |
| Antonio Mampaso        | Él mismo - Científico                 |
| Tariq Shahbaz          | Él mismo - Científico                 |
| Licia Verde            | Ella misma - Científica               |
| Eva Villaver           | Ella misma - Científica               |
| Misho Amoli            | Novio                                 |
| Batseba Comino         | Bailarina sexy                        |
| Óscar Lara             |                                       |
| SalomeSaliya           | Extra                                 |
| Ninette Shibara        | Modelo                                |
| Sergi Sáez             | Transeúnte                            |
| Efraín Anglès          | Transeúnte                            |

## Estreno
La película se estrenó en España el 20 de abril de 2018, tras varios cambios de fechas.